# Triclema maesseni
Triclema maesseni är en fjärilsart som beskrevs av Henry Stempffer 1957. Triclema maesseni ingår i släktet Triclema och familjen juvelvingar. Inga underarter finns listade i Catalogue of Life.